# ゼロ・コーポレーション
ゼロ・コーポレーションは、かつて存在した日本のレコード会社。日本公文教育研究会の完全子会社。配給は東芝EMI。本社は東京都。
橋本徹社長のもと、設立当初よりジャンルにとらわれず日本国外の様々な音楽家を発掘していた。MVP（Master Volume Project）の名を冠したレーベルを創設後はヘヴィメタル系のアーティストをメインに扱うようになり、後に新人や新バンドだけでなくグレン・ヒューズ、ジューダス・プリースト、ナイト・レンジャーなどの著名アーティストも扱うようになる。約8年間の間の契約アーティスト数は100以上、アルバム発売数は300以上であった。
発売したCD作品の帯のキャッチコピーが、大仰で個性的なものが多かったのも特徴。
1999年に親会社が音楽事業の撤退を示唆したため事業解散、レーベル閉鎖。出版契約の一部は東芝EMIに移されたが、その他のアーティストの中には引き続きアヴァロン・レーベルと契約したバンドもあった。
代表を務めていた橋本徹は、料理人に転身し「TOKYO美食伝説PapiPopi」のオーナーシェフとなっている(現在は閉店)。

## アーティスト一覧
| - アックス - ウィズアウト・ウォーニング - ウリ・ジョン・ロート - エイリアン - オライアン（マーヴィン・スペンス） - ギルド・オブ・エイジズ - キングストン・ウォール - ゲイリー・ヒューズ - グレン・ヒューズ - コート・イン・ジ・アクト - サヴァタージ - ジーノ - シナー - ジューダス・プリースト - シンフォニー・エックス - ダ・ヴィンチ - タカラ - タリスマン - タロット - テン - ナイト・レンジャー - バッド・ハビット - バルティモア（バルチムーア） - ヒューゴ - ビロキシィ - フェア・ウォーニング - フォーチュン - ボブ・カトレイ - マイケル・シェンカー・グループ - マジェスティック - マスカレード - ミカエル・アーランドソン - UFO - ライオット - レネゲード - レイヴン |